# Zach Senyshyn
Zachary "Zach" Senyshyn, född 30 mars 1997, är en kanadensisk professionell ishockeyforward som spelar för Ottawa Senators i NHL.
Han har tidigare spelat på NHL-nivå för Boston Bruins och på lägre nivåer för Providence Bruins i AHL och Sault Ste. Marie Greyhounds i Ontario Hockey League (OHL).
Senyshyn draftades av Boston Bruins i första rundan i 2015 års draft som 15:e spelare totalt.

## Statistik
| 2013–2014  | Smiths Falls Bears          | CCHL       | 57  | 22  | 10 | 32  | 8  | 16 | 4  | 6  | 10 | 0  |
|            | Sault Ste. Marie Greyhounds | OHL        | 4   | 1   | 1  | 2   | 0  | —  | —  | —  | —  | —  |
| 2014–2015  | Sault Ste. Marie Greyhounds | OHL        | 66  | 26  | 19 | 45  | 17 | 14 | 4  | 3  | 7  | 2  |
| 2015–2016  | Sault Ste. Marie Greyhounds | OHL        | 66  | 45  | 20 | 65  | 20 | 12 | 2  | 7  | 9  | 6  |
| 2016–2017  | Sault Ste. Marie Greyhounds | OHL        | 59  | 42  | 23 | 65  | 31 | 11 | 4  | 1  | 5  | 8  |
|            | Providence Bruins           | AHL        | —   | —   | —  | —   | —  | 4  | 0  | 0  | 0  | 2  |
| 2017–2018  | Providence Bruins           | AHL        | 66  | 12  | 14 | 26  | 14 | 4  | 0  | 1  | 1  | 0  |
| 2018–2019  | Boston Bruins               | NHL        | 1   | 1   | 0  | 1   | 0  | —  | —  | —  | —  | —  |
|            | Providence Bruins           | AHL        | 62  | 14  | 10 | 24  | 20 | —  | —  | —  | —  | —  |
| NHL totalt | NHL totalt                  | NHL totalt | 1   | 1   | 0  | 1   | 0  | —  | —  | —  | —  | —  |
| AHL totalt | AHL totalt                  | AHL totalt | 128 | 26  | 24 | 50  | 34 | 8  | 0  | 1  | 1  | 2  |
| OHL totalt | OHL totalt                  | OHL totalt | 195 | 114 | 63 | 177 | 68 | 37 | 10 | 11 | 21 | 16 |